# Россия — Северный лес
Россия — Северный лес — единственный в мире зимний ралли-рейд, этап Кубка мира и этап чемпионата России по ралли-рейдам.

## Общие сведения
Впервые был проведён в 2003 году в Ленинградской области в районе Приозерска и Сосново. Организаторами выступили: автогонщик, многократный чемпион России Руслан Мисиков и президент Санкт-Петербургской федерации автоспорта off-road и 4х4 Игорь Кан.
Соревнования проводятся ежегодно в феврале, при температуре окружающего воздуха от −10 до −30 °C, в формате короткого ралли-рейда (исп. baja, «баха») по закольцованному маршруту. Трасса чистится начиная с декабря, участники стартуют по лесным зимним дорогам. Используются покрышки шипованные спортивным шипом до 1.5 сантиметров. В 2009 и 2010 годах гонка входила в Кубок FIA по бахам, будучи единственным снежным ралли. В 2011 году ралли-рейдам был отменён по финансовым причинам.
В 2013 году гонка прошла в статусе кандидата на включение в календарь Кубка мира по ралли-рейдам. С 2014 года является этапом Кубка мира, который Россия приняла впервые за последние 10 лет.
С 2014 года проводится по дорогам Сортавальского и Суяровского районов Карелии.

## Победители
| Год  | Абсолютный зачёт                                     | Продакшн                                                                | Национальный зачёт                                  | Командный зачёт          |
| ---- | ---------------------------------------------------- | ----------------------------------------------------------------------- | --------------------------------------------------- | ------------------------ |
| 2003 | Сергей Шмаков / Евгений Кандзюба Bowler Wildcat 200  | Александр Олейников / Андрей Реук Mitsubishi Pajero                     | Дмитрий Павлов / Владимир Масютин ВАЗ-21214         | Красмоторспорт           |
| 2004 | Руслан Мисиков / Сергей Шатинский Bowler Wildcat     | Борис Гадасин / Игорь Козлов Mitsubishi Pajero                          | Дмитрий Павлов / Дмитрий Павлов ВАЗ-21230           | НАРТ ТАЙМ                |
| 2005 | Алексей Беркут / Антон Николаев Mitsubishi L 200     | Григорий Телелейко / Андрей Рыженков Mitsubishi Pajero Evo              | Юрий Боровиков / Борис Маслов ВАЗ-21230             | DINAMO MOTORSPORT        |
| 2006 | Алексей Беркут / Антон Николаев Mitsubishi Pajero    | Владимир Семёнов / Игорь Бакустин Nissan Patrol GR                      | Юрий Боровиков / Борис Маслов ВАЗ-21230             | РОСАГРОЛИЗИНГ — АМК ФСО  |
| 2007 | Борис Гадасин / Александр Мироненко Nissan Pick Up   | Александр Желудов / Андрей Русов Mitsubishi Pajero                      | Юрий Боровиков / Анатолий Семёнов ВАЗ-21230         | NART TIME — GAZENERGOSET |
| 2008 | Леонид Новицкий / Олег Тюпенкин Mitsubishi L 200     | Константин Жильцов / Константин Мещеряков Mitsubishi Pajero             | Биньямин Джепаев / Рамиль Замалетдинов УАЗ Хантер   | NART TIME — GAZENERGOSET |
| 2009 | Борис Гадасин / Владимир Демьяненко G-Force Proto    | Артём Варенцов / Роман Елагин Toyota LC200                              | Юрий Боровиков / Владимир Рогожин ВАЗ-2123          | NART TIME — GAZENERGOSET |
| 2010 | Борис Гадасин / Владимир Демьяненко G-Force Proto    | Виктор Воликов / Анатолий Воликов Toyota Land Cruiser                   | Юрий Боровиков / Владимир Рогожин ВАЗ-21230         | G-Force Motorsport       |
| 2011 | Не проводилась                                       | Не проводилась                                                          | Не проводилась                                      | Не проводилась           |
| 2012 | Не проводилась                                       | Не проводилась                                                          | Не проводилась                                      | Не проводилась           |
| 2013 | Владимир Васильев / Виталий Евтехов G-Force Proto    | Андрей Новиков / Владимир Новиков Toyota LC 200                         | Богдан Вавренюк / Владимир Марзалюк УАЗ 23602 Cargo | G-Force Motorsport       |
| Год  | Кубок мира                                           | Чемпионат России                                                        |                                                     |                          |
| 2014 | Язид Аль-Раджи Тимо Готтшальк Toyota Hilux Overdrive | Васильев Владимир Жильцов Константин MINI                               |                                                     |                          |
| 2015 | Tapio Suominen Toni Näsman Toyota Hilux Overdrive    | Ампуйя Йоуни Матти Хурскайнен Маркку Антеро Mitsubishi Pajero Evolution |                                                     |                          |
| 2016 | Māris Neikšāns Антон Николаев Volkswagen 7JO         | Лауронен Тапио Лауронен Тони Mitsubishi Pajero                          |                                                     |                          |